# 伊馮·柯克帕特里克
伊冯·奥古斯丁·柯克帕特里克（英語：Sir Ivone Augustine Kirkpatrick；1897年2月3日—1964年5月25日），英国外交官，驻德国大使馆一等秘书。